# Frederic Cuyàs i Tortós
Frederic Cuyàs i Tortós (Barcelona, 26 de juliol de 1893 - Barcelona, 12 d'octubre de 1957) fou un fotògraf català.

## Biografia
Fou fill de Manuel Cuyàs i Aguiló, natural de Barcelona, i de Carme Tortós i Jané, natural de Tordera. La relació amb la fotografia li arribà mitjançant un oncle, el fotògraf Frederic Ballell i Maymí, que fou retratista a Puerto Rico i posteriorment es traslladà a Barcelona on treballà com a col·laborador gràfic per l'Editorial López i amb publicacions periòdiques com "La Il·lustració Catalana" i "Feminal". Frederic Cuyàs però, s'especialitzà en fotografia comercial i industrial i va obrir diverses seus successivament. Entre la seva producció podem trobar imatges de maquinària agrícola, vehicles, instal·lacions industrials i bancàries, productes farmacèutics i aparells clínics i entre els seus clients destaca la "Industrial Velera Marsal", "Supersound", " Sociedad General de Farmacia", "Almacenes El Siglo" i moltes altres.
Vidu sense fills, casà en segones núpcies amb Àngela Canet i Joanola, a la qual nomenà hereva al morir a Barcelona el 12 d'octubre de 1957. Aquesta nomenà hereu dels seus béns mobles al seu nebot Pere Canet, pare i marit dels actuals propietaris que cediren el fons en comodat a l'ANC.

## Fons personal
El seu fons personal es conserva a l'Arxiu Nacional de Catalunya. Es tracta de tot el material conservat per la seva vídua i aplega una petita part (101 plaques) de fotografia familiar i la resta de fotografia industrial. Un cop estudiat el fons en profunditat s'ha constatat que la fotografia familiar correspon, majoritàriament, a la producció del seu oncle, Frederic Ballell i són les imatges que aquest va enretirar del lliurament que feu a l'Ajuntament de Barcelona (que conserva el seu fons). Les 760 imatges restants són mostra de la producció fotogràfica de Cuyàs amb especial interès sobre fotografia industrial i publicitària.